# Kaalkopooievaar
De kaalkopooievaar (Mycteria americana) is een grote Amerikaanse waadvogel uit de familie van de ooievaars.

## Veldkenmerken

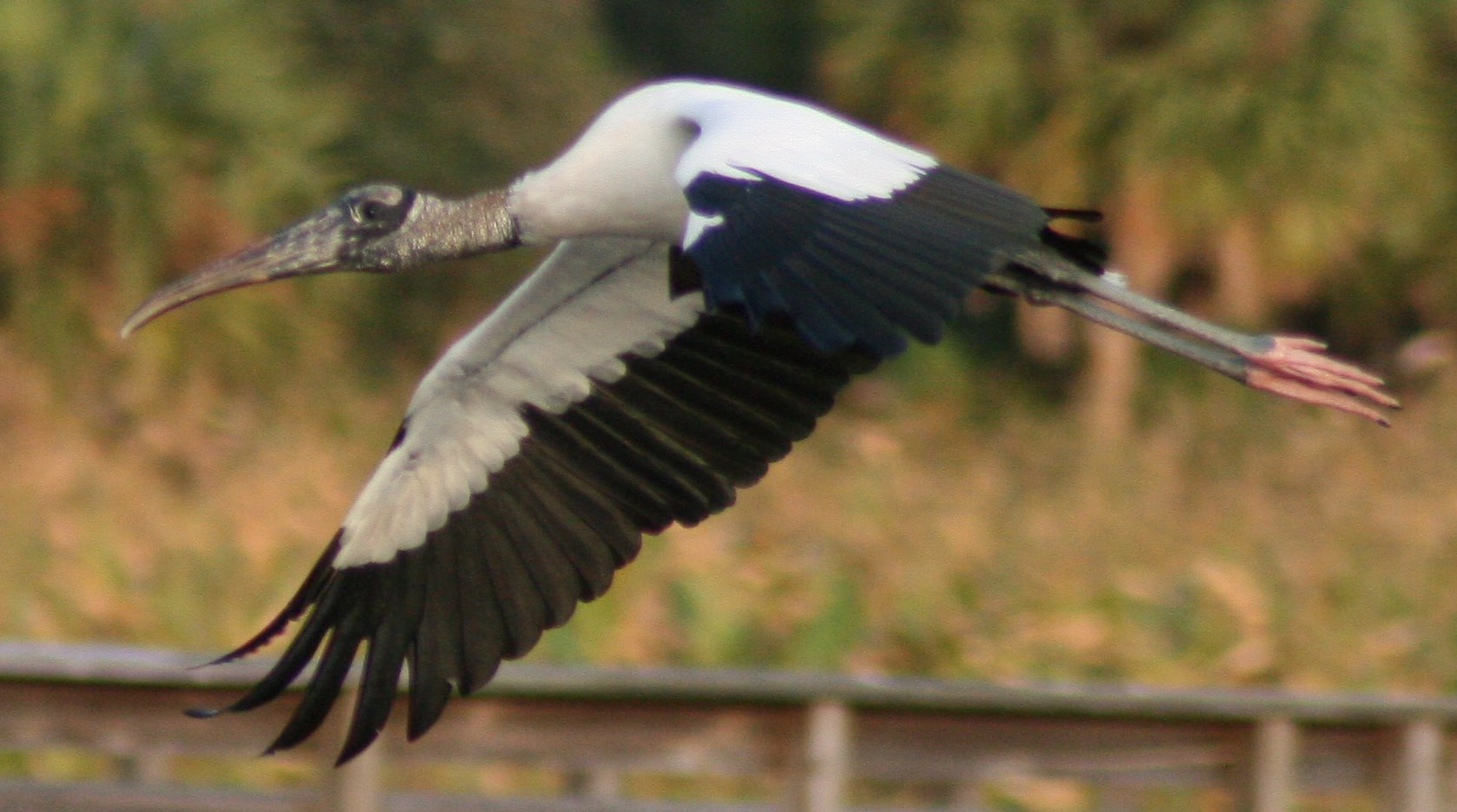
De kaalkopooievaar in vlucht waarbij de zwarte vleugelranden goed te zien zijn

Een volwassen kaalkopooievaar is een grote vogel met een lengte van 83 tot 115 centimeter en met een spanwijdte van 1,4 tot 1,8 meter. Mannetjes hebben normaal gesproken een gewicht tussen de 2,5 en 3,3 kilogram; vrouwtjes normaliter tussen de 2,0 en 2,8 kilogram, terwijl grotere exemplaren wel 4,5 kilogram kunnen wegen. Op de grond oogt hij helemaal wit met zwartgrijze poten en roze voeten. In de vlucht is de zwarte rand aan de onder- en bovenkant van de vleugel te zien. De kop is donkerbruin met een kaal, zwart gezicht en een dikke, omlaagwijzende snavel met een doffe gele kleur. Juveniele vogels zijn een kleinere versie van volwassen exemplaren, maar in het algemeen bruiner in de hals en met een witte, fletse snavel. De kaalkopooievaar heeft brede vleugels en vliegt met zijn nek en poten uitgestrekt.

## Ecologie
Hij foerageert normaliter aan ondiep water met hoge concentraties vis en in open draslanden. Ze bezoeken ook geregeld sawa's. De kaalkopooievaar loopt langzaam en alert in water dat hooguit zo diep is dat het tot aan zijn buik komt, en zoekt zo naar voedsel. Zijn dieet bestaat uit kikkers, vis, grote insecten, soms zelfs hagedissen en knaagdieren. Ze vangen hun vis door met hun bek wijd open in het water te staan totdat er een vis voorbij zwemt en gegrepen wordt.
In de Verenigde Staten geeft de kaalkopooievaar zijn voorkeur aan gebieden met cipressen in moerassen en mangroven. Hij is een vaste broeder in laagliggende draslanden met veel bomen.

## Voortplanting
Het grote, dikke nest is gebouwd in een boom met nog meer andere nesten, in aantal nemend tot 25. Ze broeden 1 keer per jaar. Het aantal eieren verschild tussen 3 tot 5 eieren. Alle eieren komen tegelijk uit na 27 à 32 dagen nadat ze bebroedt zijn door beide ouders. Een jong weegt ongeveer 60 gram en is afhankelijk van zijn ouders. Als het om voedsel gaat, vechten de jongen voor hun leven. In tijden van schaarste overleven alleen de sterkste uit het nest.
Gedurende het broedseizoen voeden kaalkopooievaars zich met 160 kilogram vis voor zichzelf en hun jongen. Als het warm is, zoeken de ouders water en nemen het mee om hun jongen te bedruipen of het in hun bekjes te gieten.
Na 4 weken, beide ouders verlaten het nest om voedsel te zoeken voor hun jongen. Dit doen ze totdat hun jongen uitvliegen. De jongen zullen de komende 10 à 15 dagen terugkeren naar de kolonie om nog wat voedsel te krijgen van hun ouders. Een kolonie wordt pas succesvol geteld als er per nest 1,5 jong wordt opgevoed.

## Verspreiding
De kaalkopooievaar is een subtropische en tropische soort die broedt in bijna heel Zuid-Amerika, Midden-Amerika en het Caribisch gebied. De kaalkopooievaar is de enige ooievaar die broedt in Noord-Amerika. In de Verenigde Staten bevindt zich een kleine, bedreigde kolonie in Florida, Georgia en South Carolina. Onlangs is er ook een kleine kolonie ontdekt in de Amerikaanse staat North-Carolina. De sterke basisplaats waar de populatie het grootst is, ligt naast de rivier de Paraná.
De soort wordt beschouwd als niet bedreigd door zijn grote verspreidingsgebied.

## Vijanden
Elk volwassen exemplaar verdedigt zijn nest tegen roofdieren. Kraaien, gieren, troepialen en gestreepte stinkdieren proberen de eieren te stelen. Wasberen zijn de hoofdpredatoren van de nesten en kunnen complete kolonies laten mislukken als het water onder de bomen opdroogt en ze gemakkelijk kunnen naderen. Volwassen ooievaars vallen bijna nooit ten prooi, maar soms wordt er weleens een niet-oplettend exemplaar gevangen door een Amerikaanse alligator.

## Evolutie
Deze soort is vermoedelijk ontstaan in tropische zones; zijn voorkomen in Noord-Amerika dateert van na de laatste ijstijd. Er is een fossiel gevonden in de Touro Passo-formatie in Brazilië dat mogelijk de moderne soort betreft. Het fossiel is hooguit zo oud als het laat-Pleistoceen, van enkele tienduizenden jaar geleden. Noord-Amerikaanse fossielen uit die tijd zijn van een uitgestorven grotere zustersoort, M. wetmorei. Beide soorten kwamen tegelijk voor op Cuba tegen het eind van het Pleistoceen.

## Naamgeving
De wetenschappelijke naam van de soort werd in 1758 gepubliceerd door Carl Linnaeus. Hij baseerde zich daarbij op een beschrijving en afbeelding van de jabiru-guacu in Historia naturalis Brasiliae van Georg Markgraf en in De Indiae utriusque re naturali et medica van Willem Piso. In die beide werken zijn de afbeeldingen bij de jabiru en de jabiru-guacu verwisseld, zoals Martin Lichtenstein al in 1817 opmerkte, en Linnaeus liet zich hierdoor op het verkeerde been zetten, nadat Francis Willughby en John Ray hem daarin al waren voorgegaan. De beschrijving waarnaar Linnaeus verwees betrof de kaalkopooievaar, waarvan Mark Catesby in 1732 ook een beschrijving en afbeelding publiceerde, en waarop Linnaeus een naam voor een tweede soort baseerde: Tantalus loculator. Afgezien van de illustraties van Markgraf en Piso betreffen deze namen dus dezelfde soort. Voor de door Markgraf en Piso afgebeelde jabiroe, die van Linnaeus geen naam kreeg, publiceerde Martin Lichtenstein in 1819 de soortnaam mycteria.